# Soucirac
Soucirac település Franciaországban, Lot megyében. Lakosainak száma 103 fő (2022. január 1.). Soucirac Ginouillac, Montfaucon, Saint-Chamarand, Saint-Cirq-Souillaguet, Saint-Projet, Séniergues, Le Vigan-en-Quercy és Cœur-de-Causse községekkel határos.

## Népesség
A település népessége az elmúlt években az alábbi módon változott:
| Lakosok száma | 106  | 115  | 103  | 103  | 102  | 100  | 101  | 102  | 102  | 103  |
|               | 1968 | 1982 | 1990 | 2006 | 2013 | 2015 | 2017 | 2019 | 2020 | 2022 |